# Surfe nos Jogos Pan-Americanos de 2019 - SUP race feminino
A competição de stand up corrida feminino do surfe nos Jogos Pan-Americanos de 2019 foi disputada em 2 de agosto na praia de Punta Rocas, em Punta Negra.

## Calendário
Horário local (UTC-5).
| Data        | Horário | Fase  |
| ----------- | ------- | ----- |
| 2 de agosto | 9:00    | Final |

## Medalhistas
| Ouro   | BRA Lena Ribeiro       |
| Prata  | USA Candice Appleby    |
| Bronze | PUR Mariecarmen Rivera |

## Resultado
| Pos. | Bib | Atleta                 | Tempo   | Diferença | Notas |
| ---- | --- | ---------------------- | ------- | --------- | ----- |
| 01 ! | 4   | BRA Lena Ribeiro       | 33:25.7 | —         |       |
| 02 ! | 1   | USA Candice Appleby    | 34:03.9 | +0:38.2   |       |
| 03 ! | 2   | PUR Mariecarmen Rivera | 34:38.0 | +1:12.3   |       |
| 4    | 3   | CAN Lina Augaitis      | 34:40.2 | +1:14.5   |       |
| 5    | 5   | ARG Juliana González   | 36:58.3 | +3:32.6   |       |
| 6    | 8   | PER Giannisa Vecco     | 38:24.5 | +4:58.8   |       |
| 7    | 7   | MEX Alejandra Brito    | 38:29.0 | +5:03.3   |       |
| 9    | 10  | VEN Edimar Luque       | 39:02.4 | +5:36.7   |       |
| 9    | 6   | CRC Valeria Salustri   | 40:54.0 | +7:28.3   |       |
| 10   | 9   | CHI Carla Pérez        | 42:18.4 | +8:52.7   |       |